# Nephelotus aurivillii
Nephelotus aurivillii là một loài bọ cánh cứng trong họ Cerambycidae.